# Mabini (Batangas)
Mabini è una municipalità di terza classe delle Filippine, situata nella Provincia di Batangas, nella Regione del Calabarzon.
Mabini è formata da 34 baranggay:
- Anilao East
- Anilao Proper
- Bagalangit
- Bulacan
- Calamias
- Estrella
- Gasang
- Laurel
- Ligaya
- Mainaga
- Mainit
- Majuben
- Malimatoc I
- Malimatoc II
- Nag-Iba
- Pilahan
- Poblacion

- Pulang Lupa
- Pulong Anahao
- Pulong Balibaguhan
- Pulong Niogan
- Saguing
- Sampaguita
- San Francisco
- San Jose
- San Juan
- San Teodoro
- Santa Ana
- Santa Mesa
- Santo Niño
- Santo Tomas
- Solo
- Talaga East
- Talaga Proper